# Сормовский уезд
Сормовский уезд — административно-территориальная единица Нижегородской губернии, существовавшая в 1922—1924 годах.

## География
Образован из юго-западных волостей Балахнинского уезда, находившихся до революции в границах 1-го полицейского стана. Уезд полностью включал в себя территорию современных Сормовского и Автозаводского районов Нижнего Новгорода, а также городского округа город Дзержинск, частично охватывал земли Балахнинского и Володарского районов области, а также Московского района Нижнего Новгорода.

## История
Сормовский уезд был образован постановлением ВЦИК от 6 марта 1922 года. В его состав вошли Гнилицкая, Козинская, Мысовская, Растяпинская и Сормовская волости Балахнинского уезда Нижегородской губернии.
Центром уезда стало село Сормово (с июля 1922 — город).
В августа 1922 года к Сормовскому уезду был присоединён город Балахна.
Постановлением ВЦИК от 17 апреля 1924 года Сормовский уезд был упразднён, а его территория разделена между Балахнинским, Растяпинским и Сормовским рабочими районами Нижегородской губернии.